# ROCK BEST HITS 1989
『ROCK BEST HITS 1989』（ロック・ベスト・ヒット1989）は、ビクター・ファンタスティック・オーケストラによる器楽曲カバーアルバム。

## 解説
主に1989年のヒット曲を器楽曲でカバーしたアルバム。歌詞カードに、原曲の歌詞が記載。PERSONZはPERSONSと表記されている。

## 収録曲
全編曲：岩本正樹
1. 限界LOVERS
  - 原曲はSHOW-YA。
2. Runner
  - 原曲はBAKUFU-SLUMP。
3. Return to Myself 〜しない、しない、ナツ。
  - 原曲は浜田麻里。
4. SOMEBODY'S NIGHT
  - 原曲は矢沢永吉。
5. GET WILD '89
  - 原曲はTM NETWORK。
6. JUST ONE MORE KISS
  - 原曲はBUCK-TICK。
7. Diamonds
  - 原曲はPRINCESS PRINCESS。
8. COME ON EVERYBODY
  - 原曲はTM NETWORK。
9. 大迷惑
  - 原曲はUNICORN。
10. Dance If You Want It
  - 原曲は久保田利伸。
11. 世界でいちばん熱い夏
  - 原曲はPRINCESS PRINCESS。
12. SUMMER GAME
  - 原曲は氷室京介。
13. 月光
  - 原曲はBAKUFU-SLUMP。
14. Dear Friends
  - 原曲はPERSONS。